# Impedância característica do vácuo
A impedância característica do vácuo, Z0, é uma constante física relacionada com as magnitudes dos campos elétrico e magnético da radiação eletromagnética que viaja através do vácuo. Isto é, {\displaystyle Z_{0}={\frac {E}{B}}=\mu _{0}c_{0}}, onde {\displaystyle E} é o campo elétrico e {\displaystyle B} é o campo magnético, tendo o valor exatamente definido como:
{\displaystyle Z_{0}=(119,9169832)\pi ~\Omega \approx 376,73031346177\ldots ~\Omega .}
A impedância característica do vácuo (mais corretamente, a impedância de uma onda plana no espaço livre) é igual ao produto da permeabilidade do vácuo μ0 pela velocidade da luz no vácuo c0. Uma vez que os valores das constantes são exatos (eles são dados nas definições do ampere e do metro, respectivamente), o valor da impedância característica do vácuo é também exato.

## Terminologia
O análogo para uma onda plana que viaja através de um meio dielétrico é chamado de impedância intrínseca do meio, e designada η (eta). Daí Z0 é muitas vezes referida como a impedância intrínseca do vácuo, com o símbolo η0. Há inúmeros outros sinônimos, incluindo:
- impedância de onda do espaço livre
- impedância do vácuo
- impedância intrínseca do vácuo
- impedância característica do vácuo
- resistência de onda do espaço livre

## Relação a outras constantes
A partir da definição acima, e da solução para onda plana das equações de Maxwell, temos:
{\displaystyle Z_{0}={\frac {E}{B}}=\mu _{0}c_{0}={\sqrt {\frac {\mu _{0}}{\varepsilon _{0}}}}={\frac {1}{\varepsilon _{0}c_{0}}},}
onde
μ0 é a constante magnética (permeabilidade magnética do vácuo),
ε0 é a constante elétrica (permissividade elétrica do vácuo),
c0 é a velocidade da luz no espaço livre.
O inverso de Z0 é muitas vezes referida como a admitância do vácuo e representada pelo símbolo Y0.

## Valor exato
Desde 1948, a definição do Sistema Internacional de Unidades (SI) para a unidade da ampere escolheu o valor numérico de μ0 como 4π.10-7 H/m. Da mesma forma, desde 1983, o metro foi definido em relação ao segundo escolhendo o valor de c0 como 299792458 m/s. Consequentemente,
{\displaystyle Z_{0}=\mu _{0}c_{0}=119,916\,9832\,\pi ~\Omega } exatamente, ou
{\displaystyle Z_{0}\approx 376,73031346177\ldots ~\Omega .}
Esta cadeia de dependências irá mudar se o ampere tiver seu valor redefinido.

## Aproximação como 120π ohms
É muito comum em livros e artigos escritos antes de 1990, substituir o valor aproximado de 120π ohms para Z0. Isso é o equivalente a considerar a velocidade da luz c0 como 3.108 m/s. Por exemplo, Cheng, em 1989 , afirma que a resistência à radiação de um dipolo hertziano é
{\displaystyle R_{r}\approx 80\pi ^{2}\left({\frac {l}{\lambda }}\right)^{2}} (não exata).
Esta prática pode resultar em discrepância nas unidades de determinada fórmula. A análise dimensional pode ser utilizada para restaurar a fórmula para uma forma mais exata, no caso:
{\displaystyle R_{r}={\frac {2\pi }{3}}Z_{0}\left({\frac {l}{\lambda }}\right)^{2}.}

## Leitura complementar
- John David Jackson. Classical electrodynamics. [S.l.: s.n.] ISBN 0-471-30932-X